# 约瑟夫·海勒 (动物学家)
约瑟夫·亚历山大·海勒（1941年4月10日—），生于澳大利亚悉尼，是以色列的动物学家，贝类学家。海勒是耶路撒冷希伯来大学理学院， 西尔弗曼生命科学院生态学，进化和行为系的名誉副教授。

## 生平
海勒于1942 年移民到以色列。在耶路撒冷的希伯来大学，他于1965年获得生命科学，动物学与微生物学学士学位，于1968年获得动物学硕士学位，1972年获得动物学博士学位。他的博士论文的论文题目是《以色列陆地蜗牛Buliminus的系统学分布和生态环境的研究》。
海勒是利物浦大学，布里斯托尔大学，开普敦大学和纽约州立大学石溪分校的访问学者。他出版了4本书和100多篇文章。他的著作首次论述了以色列的陆地蜗牛和海洋软体动物。

## 研究领域
海勒的基本研究涉及以色列腹足动物的分类学，生物地理学和生殖生物学。包括最近和化石的陆地和水生的腹足动物的自然史的各个方面，如耐热性和干燥。研究成果为模拟动物区系响应气候梯度引发了新的生物地理的方法学。海勒发展了保护陆生无脊椎动物区系的规划战略并为之设立了重点。

## 学术活动
自1979年以来直到目前，海勒被任命为耶路撒冷希伯来大学国家自然历史收藏 馆的国家软体动物收藏学术馆长。他参加了希伯来语言学院动物学和生物学希伯来语委员会。他是以色列科学与人文科学院动物委员会成员。作为一名资深的科学家，海勒在1989年-1990年是以色列动物学杂志的主编。在他的职业生涯中，赫勒当选为耶路撒冷希伯来大学动物学系主任。鉴于他的真正的研究，几十年来在科学界的活动，尤其在设立以色列科学教育方面，海勒被以色列动物协会于2010 年授予荣誉会 。